# محطة شيفيلد
محطة شيفيلد (بالإنجليزية: Sheffield station)‏‏ هي محطة قطار في شفيلد في المملكة المتحدة، تُشغلها قطارات إيست ميدلاند. افتُتحت هذه المحطة في 1849، ويبلغ عدد مسارات أرصفتها 9.